# Кордон (Вілейський район)
Кордон (біл. вёска Кордон) — село в складі Вілейського району Мінської області, Білорусь. Село підпорядковане Нарочанській сільській раді, розташоване в північній частині області.